# Manzana los Colchones
Manzana los Colchones är en ort i Mexiko.   Den ligger i kommunen Villa de Allende och delstaten Mexiko, i den södra delen av landet, 110 km väster om huvudstaden Mexico City. Manzana los Colchones ligger 2 427 meter över havet och antalet invånare är 308.
Terrängen runt Manzana los Colchones är huvudsakligen kuperad, men västerut är den bergig. Runt Manzana los Colchones är det ganska tätbefolkat, med 124 invånare per kvadratkilometer. Närmaste större samhälle är Ixtapan del Oro, 17,8 km sydväst om Manzana los Colchones. I omgivningarna runt Manzana los Colchones växer huvudsakligen savannskog.